# Хамар-Дабан (метеостанция)

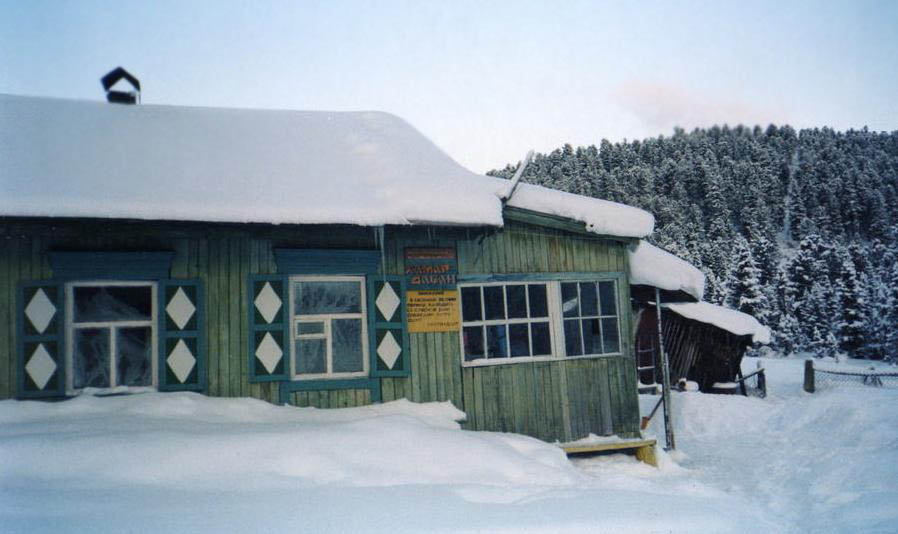
Метеостанция Хамар-Дабан

Хама́р-Даба́н — реперная (базовая) метеостанция в Иркутской области, на водоразделе рек Подкомарная и Слюдянка по тропе на пик Черского и перевал Чёртовы ворота. Рядом с метеостанцией есть гостевой дом, а в 100 метрах расположены две турбазы на одной территории, где можно заказать размещение (заранее) и баню.
Метеостанция легкодоступна для пеших туристов, по хорошей тропе до города Слюдянка немногим менее 20 км.